# Врбова на Ваху
Врбова на Ваху (слч. Vrbová nad Váhom, мађ. Vágfüzes) насељено је мјесто са административним статусом сеоске општине (слч. obec) у округу Коморан, у Њитранском крају, Словачка Република.

## Становништво
| Година:    | 1994. | 2004.   | 2014.   | 2024.   |
| ---------- | ----- | ------- | ------- | ------- |
| Број људи: | 568   | 557     | 538     | 537     |
| Разлика:   |       | -1,93 % | -3,41 % | -0,18 % |

| Година:    | 2023. | 2024.   |
| ---------- | ----- | ------- |
| Број људи: | 539   | 537     |
| Разлика:   |       | -0,37 % |

Према подацима о броју становника из 2011. године насеље је имало 556 становника.